# Escallonia paniculata
Escallonia paniculata är en tvåhjärtbladig växtart som först beskrevs av Hipólito Ruiz López och Pav., och fick sitt nu gällande namn av Rodolfo Amando Philippi. Escallonia paniculata ingår i släktet Escallonia och familjen Escalloniaceae. Utöver nominatformen finns också underarten E. p. floribunda.